# Drototelus rarus
Drototelus rarus là một loài bọ cánh cứng trong họ Cerambycidae.